# Edwin Hernández
Pour les articles homonymes, voir Hernández.
Edwin Hernández, né le 10 juillet 1986 à Pachuca, est un footballeur mexicain qui évolue au poste de défenseur.

## Palmarès

### En club

#### FC León
- Vainqueur du tournoi de clôture du championnat du Mexique D2 en 2012
- Vainqueur du tournoi d'ouverture du championnat du Mexique en 2013